# Loice Jepkoisgei
Loice Jepkoisgei (ur. 21 sierpnia 1989) – kenijska siatkarka, reprezentantka kraju. Obecnie występuje w drużynie Kenya Prisons.